# Etta McDaniel
Etta McDaniel (Wichita, 1º dicembre 1890 – Los Angeles, 13 gennaio 1946) è stata un'attrice statunitense.
È la sorella della più famosa Hattie McDaniel, la prima donna afroamericana a vincere un Premio Oscar, per il film Via col vento nel 1940.

## Biografia
Nata nel Kansas inizia presto a lavorare con altri membri della sua famiglia nei Minstrel show. La sua prima apparizione cinematografica nel film King Kong (1933). È l'indigena che salva il figlio poco prima del passaggio del grande Kong.
Le sue apparizioni diventano sempre più frequenti, in particolare viene scelta per i ruoli di cameriera o serva, spesso anche non accreditata.

## Filmografia
- King Kong, regia di Merian C. Cooper e Ernest B. Schoedsack (1933)
- Smoking Guns, regia di Alan James (1934)
- Arizona (The Arizonian), regia di Charles Vidor (1935)
- The Virginia Judge, regia di Edward Sedgwick (1935)
- Personal Maid's Secret, regia di Arthur Greville Collins (1935)
- Il raggio invisibile (The Invisible Ray), regia di Lambert Hillyer (1936)
- Il prigioniero dell'isola degli squali (The Prisoner of Shark Island), regia di John Ford (1936)
- La banda dei razziatori (The Lawless Nineties), regia di Joseph Kane (1936)
- Paradisi artificiali (The Music Goes 'Round), regia di Victor Schertzinger (1936)
- Il sentiero solitario (The Lonely Trail), regia di Joseph Kane (1936)
- Hearts in Bondage, regia di Lew Ayres (1936)
- Palm Springs, regia di Aubrey Scotto (1936)
- The Glory Trail, regia di Lynn Shores (1936)
- Verdi pascoli  (The Green Pastures), regia di Marc Connelly e William Keighley (1936)
- Simpatica canaglia (The Devil Is a Sissy), regia di W. S. Van Dyke e, non accreditato, Rowland Brown (1936)
- Il magnifico bruto (Magnificent Brute), regia di John G. Blystone (1936)
- Quartieri di lusso (Smartest Girl in Town), regia di Joseph Santley (1936)
- Mysterious Crossing, regia di Arthur Lubin (1936)
- L'amore è novità (Love Is News), regia di Tay Garnett (1937)
- Mile a Minute Love, regia di Elmer Clifton (1937)
- Il nemico dell'impossibile (The Go Getter), regia di Busby Berkeley (1937)
- Sweetheart of the Navy, regia di Duncan Mansfield (1937)
- Amore sublime (Stella Dallas), regia di King Vidor (1937)
- On Such a Night, regia di E.A. Dupont (1937)
- Living on Love, regia di Lew Landers (1937)
- Man Bites Lovebug, regia di Del Lord - cortometraggio (1937)
- Termites of 1938, regia di Del Lord - cortometraggio (1938)
- Love, Honor and Behave, regia di Stanley Logan (1938)
- Twenty Girls and a Band, regia di Leslie Goodwins - cortometraggio (1938)
- Keep Smiling, regia di Herbert I. Leeds (1938)
- Three Loves Has Nancy, regia di Richard Thorpe (1938)
- Tom Sawyer, Detective, regia di Louis King (1938)
- Il sergente Madden (Sergeant Madden), regia di Josef von Sternberg (1939)
- Chicken Wagon Family, regia di Herbert I. Leeds (1939)
- The Farmer's Daughter, regia di James P. Hogan (1940)
- L'isola degli uomini perduti (The House Across the Bay), regia di Archie Mayo (1940)
- Carolina Moon, regia di Frank McDonald (1940)
- Give Us Wings, regia di Charles Lamont (1940)
- Charter Pilot, regia di Eugene Forde (1940)
- Know for Sure, regia di Lewis Milestone - cortometraggio, documentario (1941)
- Life with Henry, regia di Theodore Reed (1941)
- Golden Hoofs, regia di Lynn Shores (1941)
- Thieves Fall Out, regia di Ray Enright (1941)
- The Pittsburgh Kid, regia di Jack Townley (1941)
- Benvenuti al reggimento! (You're in the Army Now), regia di Lewis Seiler (1941)
- Hay Foot, regia di Fred Guiol (1942)
- L'ispiratrice (The Great Man's Lady), regia di William A. Wellman (1942)
- Mokey, regia di Wells Root (1942)
- Terra di conquista (American Empire), regia di William C. McGann (1942)
- Johnny Doughboy, regia di John H. Auer (1942)
- Ho salvato l'America (They Got Me Covered), regia di David Butler (1943)
- They Came to Blow Up America, regia di Edward Ludwig (1943)
- False Faces, regia di George Sherman (1943)
- Il figlio di Dracula (Son of Dracula), regia di Robert Siodmak (1943)
- What a Man!, regia di William Beaudine (1944)
- L'uomo ombra torna a casa (The Thin Man Goes Home), regia di Richard Thorpe (1945)
- Bionda incendiaria (Incendiary Blonde), regia di George Marshall (1945)
- Calling All Fibbers, regia di Jules White - cortometraggio (1945)